# 유럽 고속도로 271호선
유럽 고속도로 271호선(European route E271)은 벨라루스의 민스크에서 호멜까지 이르는 B클래스 고속도로로, 총 연장은 약 296 km이다. 주요 경유지로는 민스크, 아시포비치, 바브루이스크, 즐로빈, 호멜 등이 있다. 또한 총 연장상 유럽 고속도로 271호선은 M5 고속도로의 일원을 이룬다. 기점인 민스크에서는 유럽 고속도로 28호선, 유럽 고속도로 30호선과 같이 접촉하고, 종점인 호멜에서는 유럽 고속도로 95호선과 같이 접촉한다.